# افیلیا
افیلیا نمایشنامه‌ای نوشته محمد چرمشیر است. در افیلیا چرمشیر به سراغ نمایش‌نامه هملت، اثر ویلیام شکسپیر رفته و بازخوانی دیگری از این اثر مهم شکسپیر به‌دست داده است.

## داستان
نمایش با افیلیا آغاز می‌شود: «آسمون رنگ لاجورده، یک تیکه ابر بهش چسبیده. باد شاخه‌های بید مجنون رو تاب می‌ده. شاخه‌ها خودشون رو می‌زنن به ابر، می‌زنن به لاجوردی آسمون. من نگاه می‌کنم به بید مجنون، که خم شده روی آب، خم شده روی من. من دست می‌کشم روی صورتم، دستم خیس و سرده. از تکون من آب موج برمی‌داره. موج، آروم آروم می‌گذره از روی بدنم، از روی صورتم. دهنم رو می‌بندم، چشم‌هام رو می‌بندم. گوش‌هام پر می‌شه از صدای آب. چشم‌هام روباز می‌کنم. پرده نازک آب افتاده روی چشم‌هام. پولک‌های حباب هوا می‌چرخن دور موهای من که می‌رقصن با لمبرهای آب. من فرومی‌رم با سنگینی آب. فرومی‌رم و شاخه‌های بید دور می‌شن از من، ابر و آسمون دور می‌شن از من. من توی تاریکی، پر می‌شم از آب و اشک، و می‌میرم».
بعد که نمایش‌نامه با شوک صحنه مرگ افیلیا آغاز شد، برمی‌گردد به صحنه‌ای که افیلیا نشسته و آرایش می‌کند. در صحنه بعد هملت و افیلیا روبه‌روی هم نشسته‌اند و نمایش در فضایی میان وهم و واقعیت می‌گذرد.

## شخصیت‌ها
این نمایشنامه پنج شخصیت دارد:
- افیلیا
- پولونیوس
- هملت
- گرترود
- کلادیوس

## انتشار
افیلیا دومین نمایشنامه در مجلد شاهزاده اندوه است که توسط انتشارات نیلا چاپ شده است. نمایشنامه اول این کتاب به عنوان آن اختصاص دارد.